# Gelis claviventris
Gelis claviventris är en stekelart som först beskrevs av Gabriel Strobl 1901.  Gelis claviventris ingår i släktet Gelis och familjen brokparasitsteklar. Inga underarter finns listade i Catalogue of Life.